# Laura Budal
Laura Budal, slovenska pevka zabavne glasbe iz Prvačine

## Življenje in delo
Laura Budal je svojo uspešno glasbeno pot začela z zmago na festivalu Prvi glas Goriške leta 1978.
Od takrat je nastopala z različnimi glasbenimi skupinami: Ansambel Mejaši, Ansambel Kondor, Lapos, Čudežna polja.
Z njimi je sodelovala še na mnogih drugih festivalih in pesmi posnela na več kompilacijah.

## Glasbeni festivali

### Prvi glas Goriške
- 1978: »Brez ljubezni mi živeti ni« (T. Hrušovar / D. Velkaverh)
- 1979

### Festival Maglaj (Bosna in Hercegovina)
- 1978: »Brez ljubezni mi živeti ni« (T. Hrušovar / D. Velkaverh)

### Festival narodnozabavne glasbe Števerjan
- skupaj z ansamblom Mejaši

### Melodije morja in sonca
- 1980: »Začaran krog« (S. Mihelčič / S. Mihelčič / J. Golob)
- 1983: »Moja obala« (L. Bergant / D. Komac)
- 1984: »Čutim te« (F. Horvat/ / V. Divac / M. Sepe) – nagrada strokovne žirije[2]
- 1985: »Sognando te« (S. Trančar / F. Marušič)
- 1989: »Poletne nežnosti« (T. Kozlevčar / I. Jelačin), skupaj z Zvonetom Kumarjem

### Pop delavnica
- 1983: »Odloči sam«
- 1984 (predtekmovanje): »Mali tujec«

### Vesela jesen
- 1983: »Gnes naj bo ples« (G. Elvič / G. Elvič / E. Holnthaner), skupaj s Čudežnimi polji – 3. nagrada občinstva
- 1984: »Na Primorskem« (M. Ferlež / M. Krapež / M. Ferlež)
- 1985: »Belokranjski reggae« (M. Zakonjšek / I. Bogulin / Z. Tepeš)
- 1986: »Primorska punca in Štajerc« (G. Elvič / M. Krapež / T. Kozlevčar)
- 1987: »Pjebek moj« (G. Elvič / A. Lep / S. Avsenik)

## Diskografija
- Piran '80: Melodije morja in sonca (COBISS) (plošča in kaseta, Helidon, 1980)
- Popevka Vesele jeseni '83: Maribor (COBISS) (kaseta, RTV Ljubljana, 1983)
- Melodije morja in sonca 84 (kaseta, RTV Beograd, 1984)[3]
- Popevka Vesele jeseni '84: Maribor (COBISS) (COBISS) (plošča in kaseta, RTV Ljubljana, 1984)
- Melodije morja in sonca: Portorož '85 (COBISS) (kaseta, RTV Ljubljana, 1985)
- Popevka Vesele jeseni '85 : Maribor (COBISS) (kaseta, RTV Ljubljana, 1985)
- Popevka Vesele jeseni '86: Maribor (COBISS) (kaseta, RTV Ljubljana, 1986)
- Popevka Vesele jeseni '87: Maribor (COBISS) (kaseta, RTV Ljubljana, 1987)
- Mortadela: in druge pesmi s Primorske (COBISS) (kaseta, RTV Ljubljana, 1987)
- Melodije morja in sonca: Portorož '89 (COBISS) (kaseta, RTV Ljubljana, 1989)
- Naj naj naj 5 (COBISS) (kaseta, RTV Ljubljana, 1989)
- Ferry Horvat – Jesen je (COBISS) (COBISS) (kaseta in CD, RTV Slovenija, 2002)